# مجلس سنای قزاقستان

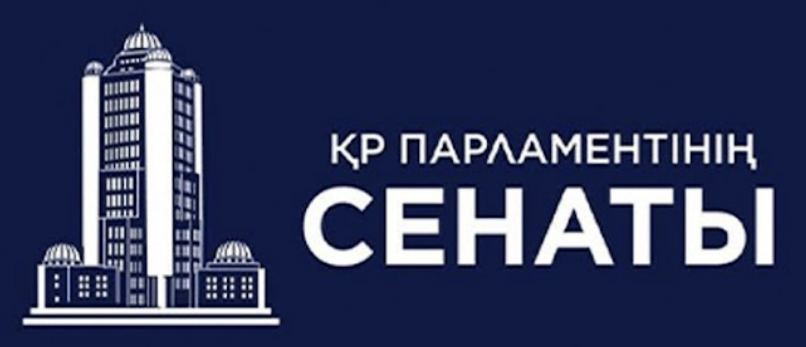
سنای قزاقستان

مجلس سنای قزاقستان (قزاقستان: Qazaqstan Parlamentınıñ Senaty, Қазақстан Парламентінің Сенаты, [qɑzɑqstɑn pɑrɫɑmjentɘnɘŋ sjenɑtɯ]) یک از دو مجلس قانونگذاری قزاقستان که روی هم پارلمان قزاقستان را تشکیل می دهند. مجلس سنا از اعضای منتخب تشکیل شده است: دو نفر از هر منطقه و دو نفر از سه منطقه شهرداری آلماتی، آستانه و شیمکنت.
اعضای سنا بر اساس رأی غیرمستقیم با رأی مخفی انتخاب می‌شوند. نیمی از اعضای منتخب سنا هر سه سال یکبار برای انتخابات آماده می‌شوند. ده عضو توسط رئیس‌جمهور قزاقستان با هدف اطمینان از نمایندگی همه اجزای متنوع ملی و فرهنگی جامعه منصوب می‌شوند. دوره تصدی اعضای سنا شش سال است.

## پیشینه
سنای قزاقستان اندکی پس از همه‌پرسی قانون اساسی قزاقستان در سال ۱۹۹۵ که در ۳۰ اوت ۱۹۹۵ برگزار شد، تأسیس شد که در آن رای‌دهندگان پیش نویس جدید قانون اساسی را تصویب کردند که یک پارلمان دو مجلسی را تشکیل دهند که شامل مجلس سنا و مجلس (سفلی) در قزاقستان بود. طبق قانون اساسی، دوره تصدی سناتورهای اولین گردهمایی چهار سال بود، در حالی که نیمی از سناتورها هر دو سال یکبار دوباره انتخاب می‌شدند. پس از انتخابات برگزار شده در ۵ دسامبر ۱۹۹۵، ۴۰ سناتور انتخاب شدند که در آن هر یک از ۱۹ منطقه و آلماتی پایتخت قزاقستان در آن زمان، اعضای مجلس قانونگذاران محلی و ۷ سناتور منتصب توسط رئیس‌جمهور نورسلطان نظربایف بودند. مجلس سنا اولین جلسه اش را در ۳۰ ژانویه ۱۹۹۶ تشکیل جلسه دادند.
در ۸ اکتبر ۱۹۹۷، انتخابات سناتورهای چهار ساله در ارتباط با پایان دوره ریاست سناتورهایی که برای دو سال انتخاب شده بودند، برگزار شد. پس از اصلاحات اداری و بهینه‌سازی مناطق گذشته، ۱۵ سناتور انتخاب شدند که از ۱۴ منطقه و آلماتی بود.
در ۷ اکتبر ۱۹۹۸، اصلاحیه‌هایی در قانون اساسی قزاقستان به تصویب رسید که بر اساس آن دوره تصدی یک سناتور به شش سال افزایش یافت، با توجه به این که نیمی دیگر از سناتورها باید هر سه سال یکبار دوباره انتخاب شوند. در ارتباط با پایان دوره سناتورهایی که در سال ۱۹۹۵ برای یک دوره چهار ساله انتخاب شدند، انتخابات مجدد در ۱۷ سپتامبر ۱۹۹۹ انجام شد که در آن سناتورها برای یک دوره ۶ ساله انتخاب شدند. سناتورهای انتخاب شده در سال ۱۹۹۷ تا دسامبر ۲۰۰۲ در کنگره دوم به خدمت خود ادامه دادند.
در ۲۱ مه ۲۰۰۷، اصلاحاتی دوباره در قانون اساسی قزاقستان صورت گرفت. تعداد سناتورهای منصوب شده توسط رئیس‌جمهور قزاقستان از ۷ به ۱۵ نفر افزایش یافتند. در ۲۹ آگوست ۲۰۰۷، با فرمان ریاست جمهوری، ۸ سناتور جدید منصوب شدند، بنابراین تعداد کرسی‌های سنا از ۳۹ به ۴۷ افزایش یافت.
در ژوئن ۲۰۱۸، شهر شیمکنت به شهرداری تبدیل شد که منجر به انتخابات سنا در شهر ماسلیهات در ۵ اکتبر ۲۰۱۸ شد. در نتیجه، تعداد کرسی‌های سنا از ۴۷ به ۴۹ افزایش یافت.
در ماه مه ۲۰۱۹، صندلی «سناتور افتخاری» ایجاد شد که به اولین رئیس‌جمهور قزاقستان، نورسلطان نظربایف، به دلیل «سهم برجسته وی در شکل‌گیری مبانی قانون اساسی و قانونی جمهوری قزاقستان به عنوان یک دولت دموکراتیک، سکولار، قانونی و اجتماعی و همچنین شکل‌گیری و توسعه پارلمانتاریسم داخلی» اعطا شد.

## ساختار
از ۵۰ عضو سنای قزاقستان، ۴۰ نفر به‌طور غیرمستقیم به مدت شش سال توسط نمایندگان ۱۷ استان و سه شهر ملی انتخاب می‌شوند. آنها به یکباره انتخاب نمی‌شوند: بیست نفر هر سه سال یکبار انتخاب می‌شوند، یک نفر در هر استان و شهر. سناتورها نماینده هر منطقه و شهر هستند. ده نفر باقیمانده توسط رئیس‌جمهور معرفی می‌شوند که نیمی از آنها به پیشنهاد مجلس مردم معرفی می‌شوند.

## اختیارات انحصاری مجلس سنا
موارد زیر متعلق به صلاحیت انحصاری سنا است:
- انتخاب و برکناری از سمت رئیس دیوان عالی و قضات دیوان عالی جمهوری به پیشنهاد رئیس‌جمهور جمهوری قزاقستان و سوگند آنها به سمت خود؛
- تصویب انتصاب دادستان کل و رئیس کمیته امنیت ملی توسط رئیس‌جمهور جمهوری قزاقستان؛
- به عهده گرفتن تمام وظایف پارلمان جمهوری در تصویب قوانین و قوانین اساسی در دوره غیبت موقت مژیلی‌ها پس از انحلال زودهنگام آن (در دو مورد سنا تمام وظایف پارلمان را در تصویب قوانین و قوانین قانون اساسی بر عهده گرفت: از ۲۱ ژوئن تا ۱۱ ژوئیه ۲۰۰۷ و از ۱۶ نوامبر، ۲۰۱۱ تا ۱۹ ژانویه ۲۰۱۲)؛
- اعمال سایر اختیاراتی که توسط قانون اساسی به مجلس سنا تفویض شده است.[۸]

## رئیس سنا

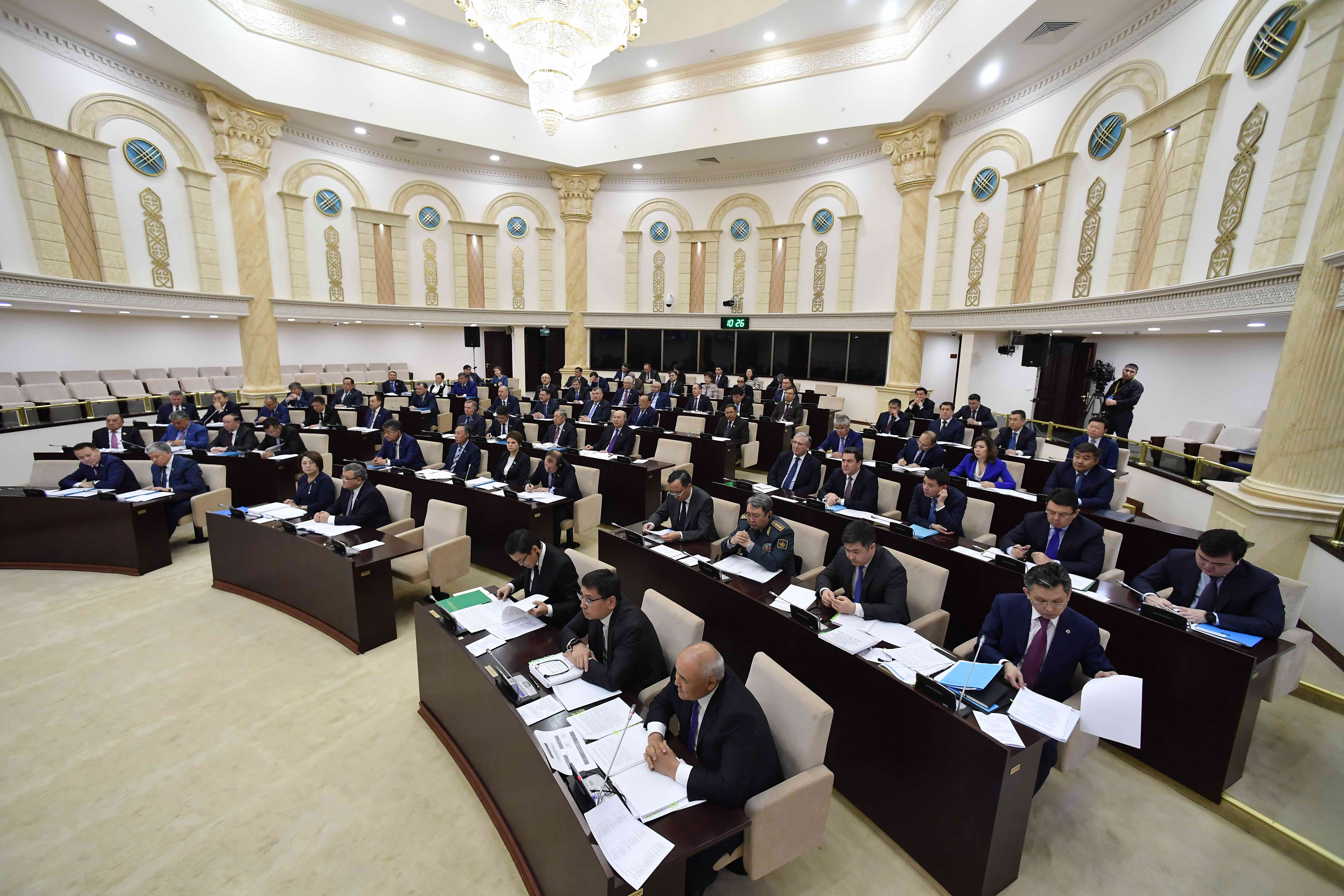
مجل برگزاری جلسه سنا در آستانه

رئیس سنا شخصی است که توسط سنا از میان نمایندگان مجلس با رای مخفی انتخاب می شود. نامزدی این توسط رئیس جمهور قزاقستان معرفی می شود.
مولم اشینباوف رئیس فعلی سنا است.

### معاون رئیس سنا
رئیس سنا دارای دو معاون رئیس است که وظایفی را که توسط رئیس انجام می شود انجام می دهند. معاونان رئیس توسط نمایندگان مجلس سنا که توسط رئیس معرفی می شوند انتخاب می شوند.
دو معاون رئیس مجلس سنا وجود دارد که در حال حاضر اصغر شاکیروف و نورلان ابدیروف هستند.

## کمیته های مجلس سنا
- کمیته قانون اساسی، سیستم قضایی و نهادهای تنفیذ قانون
- کمیته مالی و بودجه
- کمیته روابط بین الملل، دفاع و امنیت
- کمیته توسعه اقتصادی و کارآفرینی
- کمیته توسعه اجتماعی و فرهنگی و علم
- کمیته بهره برداری از منابع طبیعی و توسعه مناطق روستایی